# (38572) 1999 VU223
1999 VU223 (asteroide 38572) é um asteroide da cintura principal. Possui uma excentricidade de 0.08558990 e uma inclinação de 11.32451º.
Este asteroide foi descoberto no dia 5 de novembro de 1999 por LINEAR em Socorro.